# Lauri Haapanen
Lauri Johannes Haapanen (ur. 10 września 1889 w Viljakkala, zm. 24 kwietnia 1947 w Tampere) – zapaśnik reprezentujący Finlandię, uczestnik igrzysk w Sztokholmie w 1912 roku, gdzie startował w wadze piórkowej w stylu klasycznym. Dotarł do szóstej rundy turnieju pokonując w pierwszej rundzie Portugalczyka António Pereirę, w drugie Węgra Andrása Szoszky’ego, w trzeciej Vernera Hetmara z Danii. W czwartej rundzie poniósł pierwszą porażkę – przegrał z późniejszym zdobywcą srebrnego medalu Niemcem Georgiem Gerstäckerem. Do szóstej rundy dotarł bez walki, dzięki wolnemu losowi. Ostatecznie odpadł z turnieju po przegranej ze Szwedem Erikiem Öbergiem.